# Дифенилгексатриен
Дифенилгексатриен — углеводород, способный к флуоресценции. Используется для изучения клеточных мембран. Практически не флуоресцирует в воде, но проявляет сильную флуоресценцию, будучи интеркалированным в липидную мембрану. Легко встраивается в липидный бислой и по своему поведению неотличим от липида.